# Visual Prolog
Visual Prolog — объектно-ориентированное расширение языка программирования PDC Prolog, развивавшегося из Turbo Prolog (Borland), семейства Prolog, а также система визуального программирования датской фирмы Prolog Development Center.
Prolog Development Center затратил более трех лет на разработку системы Visual Prolog с поэтапным бета-тестированием, поставки коммерческой версии которой начались с февраля 1996.
Visual Prolog автоматизирует построение сложных процедур и освобождает программиста от выполнения тривиальных операций. С помощью Visual Prolog проектирование пользовательского интерфейса и связанных с ним окон, диалогов, меню, строки уведомлений о состояниях и т. д. производится в графической среде. С созданными объектами могут работать различные Кодовые Эксперты (Code Experts), которые используются для генерации базового и расширенного кодов на языке Prolog, необходимых для обеспечения их функционирования.
Мощность языка Prolog в сочетании с системой пользовательских интерфейсов упрощает разработку систем, основанных на знаниях, систем поддержки принятия решений, планирующих программ, развитых систем управления базами данных и т. д.

## Язык программирования
Язык программирования, реализованный в Visual (а ранее в Turbo) Prolog`е отличается от классического пролога тем, что он основан на строгой статической типизации. В него также добавлены средства объектно-ориентированного программирования, анонимные предикаты (лямбда-предикаты), факты-переменные и разрушающее присваивание для них, аргументы-домены (Generic Interfaces and Classes) и параметрический полиморфизм, мониторы (Monitors with guards), императивные конструкции (foreach, if...then...else), коллекторы списков ([...||...]) и пр.

## Visual-среда разработки
Среда разработки приложений системы Visual Prolog включает текстовый редактор, различные редакторы ресурсов, средства разработки справочных систем в гипертекстовом представлении, систему отслеживания изменений, которая обеспечивает перекомпиляцию и перегенерацию только измененных ресурсов и модулей, ряд экспертов Кода, оптимизирующий компилятор, набор средств просмотра различных типов информации о проекте и отладчик. Полная интеграция всех средств обеспечивает повышение скорости разработки приложений. Полученные приложения являются исполняемыми .EXE программами. В коммерческой версии Visual Prolog 7.x возможно создание .DLL-файлов, в персональной версии такая возможность существовала вплоть до версии 5.x. Первая из возможностей, которые предоставляет IDE, заключается в управлении проектами. Поскольку среда рассчитана на создание достаточно масштабных приложений, то и средства управления файлами в рамках проекта приложения в ней представлены в достаточном для этого объёме. В среде есть встроенный редактор диалогов, который позволит организовать взаимодействие пользователя с программой при помощи графического интерфейса.

## Совместимые библиотеки
Система программирования пользовательских интерфейсов (GUI — Graphic User Interface) системы Visual Prolog является высокоуровневой абстракцией к функциям операционной системы.
В систему включен также интерфейс с базами данных типа SQL. Почти все типы баз данных доступны с использованием Windows ODBC интерфейса. Поддерживаются также обращения к базам данных Oracle.
В инсталляционный пакет входит 50 классов (Prolog Foundation Classes). Среди них есть GDI+, криптографический, компрессия данных, COM, интерпретатор Классического Пролога PIE (Prolog Inference Engine) и пр.

## Примеры
Реализация игры «Ханойские башни» на Visual Prolog:
```
class
 
hanoi
 

   
predicates
 

       
hanoi
 
:
 
(
unsigned
 
N
).
 

end
 
class
 
hanoi
 

 

implement
 
hanoi
 

   
domains
 

       
pole
 
=
 
string
.
 

 

   
clauses
 

       
hanoi
(
N
)
 
:-
 
move
(
N
,
 
"
left
"
,
 
"
centre
"
,
 
"
right
"
).
 

 

   
class
 
predicates
 

       
move
 
:
 
(
unsigned
 
N
,
 
pole
 
A
,
 
pole
 
B
,
 
pole
 
C
).
 

   
clauses
 

       
move
(
0
,
 
_
,
 
_
,
 
_
)
 
:-
 
!
.
 

       
move
(
N
,
 
A
,
 
B
,
 
C
)
 
:-
 

           
move
(
N
-
1
,
 
A
,
 
C
,
 
B
),
 

           
stdio
::
writef
(
"
move a disc from % pole to the % pole
\n
"
,
 
A
,
 
C
),
 

           
move
(
N
-
1
,
 
B
,
 
A
,
 
C
).
 

end
 
implement
 
hanoi
 

 

goal
 

   
console
::
init
(),
 

   
hanoi
::
hanoi
(
4
).

```